# Burladingen
Burladingen är en stad i Zollernalbkreis i delstaten Baden-Württemberg i Tyskland. Kommunen består av ortsdelarna (tyska Ortsteile) Burladingen, Gauselfingen, Hausen im Killertal, Hörschwag, Killer, Melchingen, Ringingen, Salmendingen, Starzeln och Stetten unter Holstein. Folkmängden uppgår till cirka 12 300 invånare, på en yta av 123,33 kvadratkilometer.

## Befolkningsutveckling
| Befolkningsutvecklingen i Burladingen 1975–2015 | Befolkningsutvecklingen i Burladingen 1975–2015 | Befolkningsutvecklingen i Burladingen 1975–2015 | Befolkningsutvecklingen i Burladingen 1975–2015 | Befolkningsutvecklingen i Burladingen 1975–2015 |
| ----------------------------------------------- | ----------------------------------------------- | ----------------------------------------------- | ----------------------------------------------- | ----------------------------------------------- |
|                                                 |                                                 |                                                 |                                                 |                                                 |
| År                                              |                                                 |                                                 | Folkmängd                                       | Areal (ha)                                      |
| 1975                                            | 1975                                            |                                                 | 12 078                                          | 12 331                                          |
| 1980                                            | 1980                                            |                                                 | 11 979                                          | 12 332                                          |
| 1985                                            | 1985                                            |                                                 | 11 359                                          |                                                 |
| 1990                                            | 1990                                            |                                                 | 12 379                                          |                                                 |
| 1995                                            | 1995                                            |                                                 | 13 112                                          | 12 341                                          |
| 2000                                            | 2000                                            |                                                 | 13 139                                          | 12 333                                          |
| 2005                                            | 2005                                            |                                                 | 12 964                                          |                                                 |
| 2010                                            | 2010                                            |                                                 | 12 386                                          |                                                 |
| 2015                                            | 2015                                            |                                                 | 12 157                                          |                                                 |
|                                                 |                                                 |                                                 |                                                 |                                                 |